# HTC One
HTC One är en smarttelefon från HTC som lanserades våren 2013 som deras flaggskeppsmodell. Mobilen har en 4,7 tums stor LCD-skärm med en upplösning på 1920 × 1080 pixlar. Mobiltelefonen konkurrerade med Samsungs Galaxy S4. Telefonen har utöver skärmen Android 4.1 och en 4-kärnig 1,7 GHz Qualcomm Snapdragon processor. Mobilen har en unibodydesign byggd i aluminium. Detta gör att mobilens batteri inte är utbytbart.

## Kamera
HTC One har en fyra megapixlars UltraPixel kamera. HTC marknadsförde detta som en sensor med färre pixlar än konkurrenterna men då mycket större. Detta leder till att mobilen klarar av att ta in mycket mer ljus och att kvaliteten på varje pixel är mycket högre.

## Design
HTC One är gjord av aluminium och skärmen skyddas av Gorilla glas 2 (reptåligt glas). Kanterna är avsmalnande och den har två högtalare på framsidan, över och under skärmen. Den under innehåller även mikrofon medan den över har en liten LED-lampa som blinkar vid meddelanden. Det finns två kapacitiva navigeringsknapparna, "Bakåt" och "Hem", som är placerade under skärmen med HTC:s logotyp i mitten. Längs sidorna på telefonen finns det på höger sida en volymkontroll, under sitter en micro USB-port, på vänster sida sitter hållaren för micro-SIM. På toppen av telefonen sitter ett vanligt hörlursuttag samt låsknappen. Låsknappen fungerar även som IR-sändare och kan användas som fjärrkontroll till tv:n.